# Supsa
Die Supsa (georgisch სუფსა) ist ein Zufluss des Schwarzen Meeres in Georgien.
Die Supsa hat ihren Ursprung im Jaji-See im äußersten Osten der Region Gurien. Sie fließt in westlicher Richtung durch Gurien. Sie passiert dabei die Siedlung städtischen Typs Tschochatauri. Ihr wichtigster Nebenfluss, der Gubaseuli, mündet linksseitig in die Supsa. Schließlich erreicht der Fluss etwa 5 km oberhalb seiner Mündung den Südrand der Kolchischen Tiefebene. Nahe dem gleichnamigen Ort Supsa, 15 km südlich von Poti, befindet sich die Flussmündung ins Schwarze Meer. 
Die Supsa hat eine Länge von 117 km. Das Einzugsgebiet umfasst etwa 1100 km².